# Charles Torchut
Charles Torchut, né le 17 septembre 1863 à La Tremblade (Charente-Inférieure) et mort le 18 avril 1923 à Bordeaux (Gironde), est un homme politique français.

## Biographie
Propriétaire terrien, avocat, bâtonnier à Marennes, il est conseiller municipal de Marennes en 1888 et conseiller général en 1892, puis maire de Royan. Il est député de la Charente-Maritime de 1903 à 1910, inscrit au groupe de la Gauche radicale.
Le 31 mai 1905, il devient l'un des secrétaires du comité exécutif du Parti républicain, radical et radical-socialiste.
Battu en 1910, il devient conseiller à la cour d'appel de Riom en 1911 puis à la cour d'appel de Bordeaux en 1917.

## Sources
- « Charles Torchut », dans le Dictionnaire des parlementaires français (1889-1940), sous la direction de Jean Jolly, PUF, 1960 [détail de l’édition]